# Time Bandits (banda)
Time Bandits foi uma banda holandesa da década de 1980. O tema mais conhecido desta banda foi Endless Road, o tema mais tocado nas rádios e o videoclipes mais visto nas televisões em meados da década de 1980.
Os elementos da banda foram: Alides Hidding (vocalista, guitarra e composição), Marco Lightenberg (teclado), Guus Strijbosch (baixo) e Dave van den Dries (bateria). O grupo surgiu em 1981 e impôs-se  na Europa com temas como Live It Up (1982), I'm Specialized In You (1982), I'm Only Shooting Love (1983) e o já referido Endless Road (1985).

## Discografia

### Álbuns
- Tracks (1983)
- Fiction (1985)
- Can't Wait for Another World (1987)
- Greatest Hits (1990)
- As Life (2003)
- Out of the Blue (2012)

### Singles
- 1981: Live it up
- 1982: Sister paradise
- 1982: I'm specialized in you
- 1983: Listen to the man with the golden
- 1983: I'm only shooting love
- 1984: Reach out
- 1985: Endless road
- 1985: Dancing on a string
- 1986: I won't steal away
- 1986: Only a fool
- 1987: We'll be dancing
- 1987: Wildfire
- 1988: Can't wait for another world
- 1996: Specialized in you (reissue)
- 2008: Live it up 2008
- 2013: Love Is a Wild Thing

### Compilações
- Greatest Hits (1990)